# Opel Astra X-Treme
De Opel Astra X-Treme was een conceptwagen van het Duitse automerk Opel. De wagen werd in 2001 aan het publiek voorgesteld tijdens het Autosalon van Genève. De Astra X-Treme is een variant van de Astra G Coupé, ontworpen door het Opel Performance Center.
De wagen vertoont zowel optisch als motorisch enkele kenmerken van een raceauto, hoewel de wagen geschikt werd bevonden voor de openbare weg. Met een 4.0 liter V8-motor die een vermogen creëert van 444 pk behaalt de Astra X-Treme een topsnelheid van meer dan 300 km/u en geraakt hij van 0-100 km/u in minder dan 4 seconden. 